# 龐特弗雷特城堡
53°41′44″N 1°18′14″W / 53.69556°N 1.30389°W

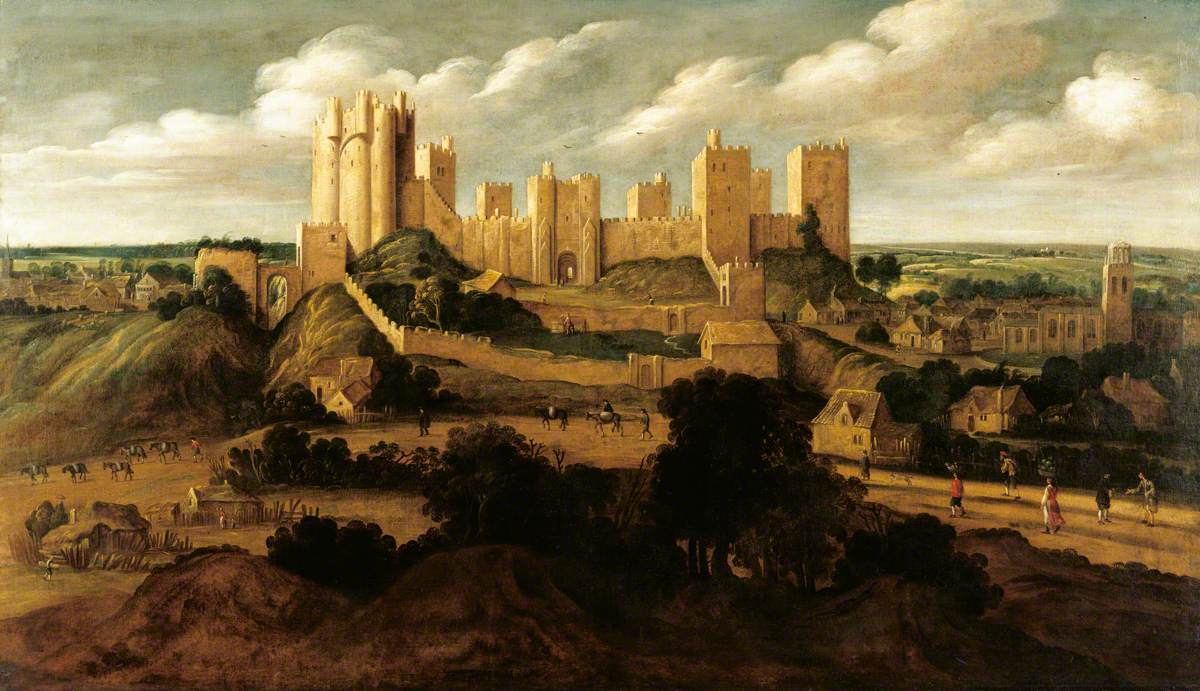

龐特弗雷特城堡（Pontefract Castle）是位於英格蘭西約克郡龐特佛雷特的一座城堡，理查二世被認為在這裡過世。在17世紀英國內戰期間，龐特弗雷特城堡曾遭到圍城戰。龐特弗雷特城堡始建於1070年。

## 外部連結
- Bibliography of sources related to Pontefract Castle （页面存档备份，存于）
- Bloody Pomfret （页面存档备份，存于）
- A walk on the wild side （页面存档备份，存于）
- Official Website